# Lista de colônias alemãs no Paraná
Esta é uma lista das colônias alemãs do estado do Paraná.

## Colônias
| Nome                                     | Fundação | Procedência                               | Município                    |
| ---------------------------------------- | -------- | ----------------------------------------- | ---------------------------- |
| Colônia Rio Negro                        | 1829     | alemães e luxemburgueses                  | Rio Negro                    |
| Colônia Superagui                        | 1852     | alemães, suíços, franceses e outros       | Guaraqueçaba                 |
| Colônia Assungui                         | 1860     | alemães, ingleses, franceses, italianos   | Cerro Azul                   |
| Colônia Argelina                         | 1869     | alemães, suíços, franceses e argelinos    | Curitiba                     |
| Colônia Pilarzinho                       | 1870     | alemães, poloneses e italianos            | Curitiba                     |
| Colônia São Venâncio                     | 1871     | alemães, poloneses e suecos               | Almirante Tamandaré          |
| Colônia Abranches                        | 1873     | alemães da Prússia Ocidental              | Curitiba                     |
| Colônia Lamenha                          | 1876     | alemães e poloneses                       | Almirante Tamandaré/Curitiba |
| Colônia América / Nossa Senhora do Porto | 1877     | alemães, suíços e franceses               | Morretes                     |
| Colônia Riviere                          | 1877     | alemães, franceses e poloneses prussianos | Curitiba                     |
| Colônia Marienthal                       | 1877     | alemães do Volga                          | Lapa                         |
| Colônia Johannesdorf                     | 1878     | alemães bucovinos                         | Lapa                         |
| Colônia Virmond                          | 1878     | alemães do Volga                          | Lapa                         |
| Colônia Cupim                            | 1878     | alemães do Volga                          | Imbituva                     |
| Colônia Alegrete                         | 1878     | alemães do Volga                          | Palmeira                     |
| Colônia Capão D'Anta                     | 1878     | alemães do Volga                          | Palmeira                     |
| Colônia Hartmann                         | 1878     | alemães do Volga                          | Palmeira                     |
| Colônia Marcondes                        | 1878     | alemães do Volga                          | Palmeira                     |
| Colônia Nossa Senhora do Lago            | 1878     | alemães do Volga                          | Palmeira                     |
| Colônia Papagaios Novos                  | 1878     | alemães do Volga                          | Palmeira                     |
| Colônia Pugas                            | 1878     | alemães do Volga                          | Palmeira                     |
| Colônia Quero-Quero                      | 1878     | alemães do Volga                          | Palmeira                     |
| Colônia Sinimbú                          | 1878     | alemães do Volga                          | Palmeira                     |
| Colônia Octavio                          | 1878     | alemães do Volga                          | Ponta Grossa                 |
| Colônia Maria Luiza                      | 1879     | alemães, russos e italianos               | Paranaguá                    |
| Colônia Santa Leopoldina                 | 1879     | alemães                                   | Castro                       |
| Colônia Tayó                             | 1880     | alemães, holandeses e poloneses           | Ipiranga                     |
| Colônia Santa Clara                      | 1885     | alemães                                   | Castro                       |
| Colônia Contenda                         | 1885     | alemães e poloneses                       | Contenda                     |
| Colônia João Alfredo                     | 1887     | alemães e poloneses                       | Rio Negro                    |
| Colônia São Lourenço                     | 1887     | alemães                                   | Rio Negro                    |
| Colônia Inglesa                          | 1889     | alemães, ingleses e italianos             | Foz do Iguaçu                |
| Colônia Santa Mateus                     | 1890     | alemães e poloneses                       | São Mateus do Sul            |
| Colônia Santa Bárbara                    | 1891     | alemães, eslavos e italianos              | Palmeira                     |
| Colônia Nova Galícia                     | 1896     | alemães de Lemberg Galícia                | Prudentópolis                |
| Colônia Ivay                             | 1907     | alemães e eslavos                         | Ivaí                         |
| Colônia Iraty                            | 1908     | alemães, holandeses e eslavos             | Irati                        |
| Colônia Cruz Machado                     | 1910     | alemães e eslavos                         | União da Vitória             |
| Colônia Carambehy                        | 1916     | alemães e holandeses                      | Carambeí                     |
| Colônia Amazonas                         | 1916     | alemães                                   | Porto Vitória                |
| Colônia Bom Jardim                       | 1923     | alemães                                   | Ivaí                         |
| Colônia São Miguel                       | 1924     | alemães e eslavos                         | Joaquim Távora               |
| Colônia Marquês de Abrantes              | 1926     | alemães                                   | Tunas do Paraná              |
| Colônia Dantzig                          | 1927     | alemães e eslavos                         | Cambé                        |
| Colônia Heimtal                          | 1929     | alemães e russos-alemães                  | Londrina                     |
| Colônia Cândido de Abreu                 | 1929     | alemães e eslavos                         | Cândido de Abreu             |
| Colônia Bratislava                       | 1932     | alemães e eslovacos                       | Cambé                        |
| Colônia Terra Nova                       | 1933     | alemães                                   | Castro                       |
| Colônia Augusta Vitória                  | 1933     | alemães                                   | Ortigueira                   |
| Gleba Roland                             | 1933     | alemães                                   | Rolândia                     |
| Colônia Jacutinga                        | 1948     | alemães                                   | Francisco Beltrão            |
| Colônia Marechal Cândido Rondon          | 1950     | alemães                                   | Marechal Cândido Rondon      |
| Colônia Vitória                          | 1951     | alemães suábios do Danúbio                | Entre Rios, Guarapuava       |
| Colônia Samambaia                        | 1951     | alemães suábios do Danúbio                | Entre Rios, Guarapuava       |
| Colônia Cachoeira                        | 1951     | alemães suábios do Danúbio                | Entre Rios, Guarapuava       |
| Colônia Socorro                          | 1951     | alemães suábios do Danúbio                | Entre Rios, Guarapuava       |
| Colônia Jordãozinho                      | 1951     | alemães suábios do Danúbio                | Entre Rios, Guarapuava       |
| Colônia Witmarsum                        | 1951     | alemães                                   | Palmeira                     |